# Unbroken (Album)
Unbroken (englisch für ungebrochen) ist das dritte Studioalbum von Demi Lovato. Die Aufnahmen begannen im Sommer 2010 und endeten im September 2011, wobei sie von November 2010 bis Januar 2011 wegen eines Klinikaufenthalts von Lovato unterbrochen waren. Nach der Veröffentlichung im September 2011 stieg das Album in den USA auf Platz vier ein und wurde in der ersten Woche rund 96.000 Mal verkauft. Im Februar und März 2012 erschien es auch in mehreren Ländern Europas, darunter Deutschland und Großbritannien, wo es Platz 61 beziehungsweise Platz 45 erreichte. Es war die erste Albumveröffentlichung Lovatos, die in diesen Ländern eine Chartplatzierung erlangen konnte.
Bisher wurden zwei Singles aus dem Album ausgekoppelt. Die im Juli 2011 erschienene erste Single Skyscraper erreichte Platz zehn der Billboard Hot 100 und wurde zum bis dahin zweiterfolgreichsten Lied Lovatos. Im Januar 2012 wurde die zweite Auskopplung Give Your Heart a Break veröffentlicht, die später bis auf Platz 16 der US-amerikanischen Charts stieg.
Bezüglich des musikalischen Stils wird das Album dem Contemporary R&B und der Popmusik zugeschrieben. Elemente des Pop-Rock oder Power Pop, die in Lovatos früheren Werken vorkamen, sind nur noch vereinzelt wahrzunehmen. Dies spiegelt sich auch in der Tatsache wider, dass die Gastmusiker und Produzenten des Albums überwiegend aus dem Bereich des Contemporary R&B oder Hip-Hop kommen.
Von Kritikern wurde das Album positiv aufgenommen und die gewachsene Reife in der Musik im Vergleich zu vorhergegangenen Alben gelobt. Hervorgehoben wurde die gesangliche Weiterentwicklung. Es gab jedoch auch Stimmen, die die Glaubwürdigkeit einiger Liedtexte des Albums infragestellten.

## Hintergrund
In einem Interview erläuterte Demi Lovato die Unterschiede in der Entstehung des Albums gegenüber den Vorgängeralben: Jene Aufnahmen entstanden neben den Dreharbeiten zur Fernsehserie Sonny Munroe, den Filmen Camp Rock und Camp Rock 2: The Final Jam sowie Tourneen, meist innerhalb weniger Wochen. Für Unbroken hingegen konnte sich wirklich die Zeit genommen werden, das Album nach Vorstellungen der interpretierenden Person zu gestalten. Im August 2010 begleitete Lovato die Jonas Brothers auf deren Jonas Brothers Live in Concert World Tour 2010, um die Musik des zweiten Camp-Rock-Filmes zu bewerben. Diese verließ Lovato Anfang November 2010, um sich aufgrund emotionale und körperliche Probleme in stationäre Behandlung zu begeben. Bis zum Verlassen der Klinik waren die Arbeiten an dem Album unterbrochen. Somit verschob sich auch der für Frühjahr 2011 geplante Erscheinungstermin auf den Spätsommer. Im April 2011 verkündete sie zudem ihren Ausstieg aus der Fernsehserie Sonny Munroe, um sich ganz auf ihre Musikkarriere zu konzentrieren.

## Entstehung

### Beginn der Produktion
Im Juli 2010 gab Lovato über Twitter bekannt, den ersten Titel für ihr neues Album mit dem Produzenten Dapo Torimiro aufzunehmen. Hierbei handelte es sich um das Lied „Yes I Am“. Insgesamt wurden ungefähr 20 Lieder für das Album aufgenommen, unter anderem ein teilweise auf Spanisch eingesungener Song. An dem Album arbeiteten unter anderem Dan Pringle und Leah Haywood von Dreamlab Productions, Tim James und Antonina Armato von Rock Mafia, Kara DioGuardi und der Deutsche Toby Gad als Produzenten und/oder Songwriter. Zudem waren auch der Frontman der Band OneRepublic, Ryan Tedder, und Timbaland an der Entstehung des Albums beteiligt. Während der Gastautorenschaft des Seventeen Magazine äußerte sich Lovato über das Gefühl, wieder zurück im Studio zu sein und die Arbeiten an der Musik fortzusetzen. So wurde zum Beispiel gesagt, dass es toll sei, wieder im Studio zu sein und dass die Aufnahmen sehr „therapeutisch“ für Lovato seien. Als persönlichen Ziele mit dem neuen Album erläuterte Lovato, eine Inspiration für Mädchen sein zu wollen, die ebenfalls unter einer Essstörung oder selbstverletzendem Verhalten leiden, was man auch in ihrer Musik hören könne, besonders auf der ersten Singleauskopplung des Albums, „Skyscraper“.

### Zusammenarbeit mit bekannten Produzenten und Künstlern
Im Juli 2011 flog Lovato nach Miami, um dort zusammen mit Timbaland im Studio zu arbeiten. Dieser hatte im Januar desselben Jahres, noch während Lovato sich in einer Klinik befand, einen Song ins Internet gestellt, den er gerne für Lovatos nächstes Album aufnehmen wolle. Diese Aktion zog gerade in den USA großes Medieninteresse auf sich. Über die Zusammenarbeit mit Missy Elliott, die auf dem gemeinsamen Track Lovatos und Timbalands zu hören ist, sagte Lovato, dass diese nicht von vornherein geplant war. Die Rapperin wäre zufällig im Studio gewesen und hätte „einfach gefragt, ob sie dazu rappen könnte“. Bei einem Radiointerview mit Ryan Seacrest, bei dem die erste Singleauskopplung „Skyscraper“ vorgestellt wurde, bestätigte Lovato, dass auf dem Album ein R&B-Sänger sei, wobei der Name des Künstlers aus vertraglichen Gründen jedoch nicht verraten werden dürfe. Folglich wurde in den Medien über Justin Bieber und Chris Brown spekuliert, letztendlich stellte sich jedoch heraus, dass es sich um Jason Derulo bzw. Iyaz handelt. Gerüchte über ein Duett mit Lovatos Vorbild Kelly Clarkson singe, wurden im selben Interview aber dementiert. Ryan Tedder, mit dem zusammen der Song „Who’s That Boy“ entstand, sagte über die Aufnahmen, dass Lovati „ihn völlig überrascht hat. Ich hatte keine Ahnung, wie gut ihre Stimme ist. Sie ist eine der besten Sängerinnen, mit denen ich je zusammengearbeitet habe. Ich meine, sie ist stimmlich auf einem Level mit Kelly Clarkson. Und Kelly hat eine wirklich gute Stimme“. Lovatos Gefühle bezüglich der bevorstehenden Veröffentlichung des dritten Studioalbums wurden ebenso kommentiert. Dabei wurde die Entstehung der CD als „aufregend“ bezeichnet, und laut eigener Aussage war Lovato zwar nervös, aber dennoch begeistert.

## Musikstil
Bereits im Juli 2010 sagte Lovato, dass das neue Album nicht mehr vollständig der Popmusik entsprechen, sondern eher R&B-orientiert werde. Auch seien weniger Einflüsse aus der Rockmusik zu erwarten. Man nannte unter anderem Rihanna und Keri Hilson als Inspiration. Gastbeiträge von Künstlern wie Rapperin Missy Elliot, den R&B-Musikern Jason DeRulo sowie Iyaz und Dev trugen ebenfalls zu einer Veränderung des Stils bei. Im Juli 2011 beschrieb Lovato selbst, dass der Sound des neuen Albums „reifer, aber auch spaßiger und leichter“ sein wird. Nicht alle Songs hätten die Intensität von „Skyscraper“. Der Track „All Night Long“, auf dem auch das Duo Timbaland und Missy Elliott zu hören ist, sei „kokett und spaßig, nicht zu erwachsen, aber erwachsen genug und damit das genaue Gegenteil von Skyscraper“. Bei den Aufnahmen zum Album beschloss Lovato, mit anderen Musikproduzenten und Songwritern zusammenzuarbeiten und am eigenen Sound zu arbeiten. Während die vorherigen Alben überwiegend von den Jonas Brothers und John Fields produziert worden waren, hatten diese bei der Entstehung ihres dritten Studioalbums keinen Einfluss mehr. Dafür arbeitete man mit Rock Mafia, Ryan Tedder und Timbaland zusammen, wobei letzterer für seinen stark Hip-Hop- und R&B-orientierten Stil bekannt ist. Auch beim Schreiben der Lieder veränderte sich Lovato, wobei zum Beispiel bei nur fünf der 14 Lieder einer Autorenschaft aufgeführt wurde, wohingegen dies bei den Alben Here We Go Again und Don’t Forget bei beinahe allen Liedern am Schreibprozess der Fall war. Insgesamt ist der Sound des Albums sehr radiofreundlich produziert worden, das Lied „Skyscraper“ ist das erste Lovatos, welches jemals im Contemporary Hit Radio gespielt worden ist.

## Titelliste

### Standard-Version
Die Titelliste wurde auf der offiziellen Website von Lovato veröffentlicht.
| #   | Titel                                                | Songwriting | Produktion                                                                             | Länge |
| --- | ---------------------------------------------------- | --- | -------------------------------------------------------------------------------------- | ----- |
| 1.  | All Night Long (featuring Missy Elliott & Timbaland) | Timothy Mosley, Jim Beanz, Jerome Harmon, Melissa Elliott, Lyrica Anderson, Nire, Garland Mosley, Demi Lovato, Joseph Angel | Timbaland, Jerome Harmon (Co-Produzent)                                                | 3:14  |
| 2.  | Who’s That Boy (featuring Dev)                       | Ryan Tedder, Noel Zancanella, Devin Tailes                                                                                  | Ryan Tedder, Noel Zancanella                                                           | 3:12  |
| 3.  | You’re My Only Shorty (featuring Iyaz)               | Antonina Armato, Tim James                                                                                                  | Rock Mafia; Devrim „DK“ Karaoglu & Thomas Armato Sturges (beide ergänzende Produktion) | 3:06  |
| 4.  | Together (featuring Jason Derulo)                    | Timothy Mosley, Jim Beanz, Lyrica Anderson, Tiyon Mack, Demi Lovato, Garland Mosley                                         | Jim Beanz, Timbaland                                                                   | 4:33  |
| 5.  | Lightweight                                          | Timothy Mosley, Jim Beanz, Garland Mosley, Shanna Crooks, Frankie Storm                                                     | Jim Beanz, Timbaland                                                                   | 4:01  |
| 6.  | Unbroken                                             | Daniel James, Leah Haywood, Demi Lovato                                                                                     | Dreamlab                                                                               | 3:18  |
| 7.  | Fix a Heart                                          | Emanuel Kiriakou, Priscilla Renea                                                                                           | Emanuel Kiriakou                                                                       | 3:13  |
| 8.  | Hold Up                                              | Daniel James, Leah Haywood, Demi Lovato, Ross Golan                                                                         | Dreamlab                                                                               | 2:51  |
| 9.  | Mistake                                              | Daniel James, Leah Haywood, Shelly Peiken                                                                                   | Dreamlab                                                                               | 3:33  |
| 10. | Give Your Heart a Break                              | Josh Alexander, Billy Steinberg                                                                                             | Josh Alexander, Billy Steinberg                                                        | 3:25  |
| 11. | Skyscraper                                           | Toby Gad, Lindy Robbins, Kerli Kõiv                                                                                         | Toby Gad                                                                               | 3:42  |
| 12. | In Real Life                                         | William James McAuley III (Bleu), Lindsey Ray                                                                               | Bleu                                                                                   | 2:57  |
| 13. | My Love Is Like a Star                               | Toby Gad, James Morrison | Toby Gad                                                                               | 3:50  |
| 14. | For The Love of a Daughter                           | William Beckett, Demi Lovato                                                                                                | Toby Gad                                                                               | 4:00  |
| 15. | Skyscraper (Wizz Dumb Remix)                         | Toby Gad, Lindy Robbins, Kerli Kõiv                                                                                         | Toby Gad                                                                               | 3:42  |
|     | International-Edition Bonus-Track                    | |                                                                                        |       |
| 16. | Rascacielo (Skyscraper Spanish Version)              | Toby Gad, Lindy Robbins, Kerli Kõiv                                                                                         | Edgar Cortázar                                                                         | 3:43  |
|     | Japan Deluxe-Edition Bonus-Tracks                    | |                                                                                        |       |
| 16. | Rascacielo (Skyscraper Spanish Version)              | Toby Gad, Lindy Robbins, Kerli Kõiv                                                                                         | Edgar Cortázar                                                                         | 3:43  |
| 17. | After Shock                                          | Amy Pearson, Leah Haywood, Daniel James                                                                                     | Dreamlab                                                                               | 3:11  |
| 18. | Yes I Am                                             | Dapo Torimiro, Priscilla Renea                                                                                              | Dapo Torimiro                                                                          | 3:01  |

### Bonus-DVDs/Videos
Japan (Deluxe-Edition, DVD)
1. „Skyscraper“ – Musikvideo
2. „Skyscraper“ – Musikvideo, Behind the Scenes
3. Track by Track Interview by Demi Lovato – Interview

UK iTunes Store (Deluxe-Edition, Bonus-Videos)
1. „Unbroken“ – Live from Hershey Concert
2. „Fix a Heart“ – Live from Hershey Concert
3. Track by Track Interview by Demi Lovato – Interview

## Covergestaltung und Booklet
Das Cover der CD veröffentlichte Lovato am 19. August, einen Tag vor ihrem 19. Geburtstag, als Dank für die vielen Geburtstags-Glückwünsche, die sie vorab bereits erhalten habe. Es ist in hellen Tönen gehalten, der Titel des Albums sowie der Name der Sängerin stehen in rotbrauner Farbe oben links, beziehungsweise am unteren Rand des Covers. Demi Lovato selbst ist der Mittelpunkt des Bildes, obwohl nur ihr Oberkörper gezeigt wird. Sie trägt eine Fellweste sowie dunkelroten Lippenstift. Ihr Blick gleitet in die Ferne. Im Booklet sind einige Bilder in ähnlicher Atmosphäre vorhanden, zudem sind die Liedtexte und andere Angaben zu den Musikstücken vorzufinden. Außerdem ist eine obligatorische, jedoch sehr ausführliche Danksagung am Ende des Booklets verfasst worden.
Die Fotos des Booklets wurden von Hilary Walsh gemacht, David Snow fungierte als Creative Director und Enny Joo als Artdirector.

## Veröffentlichung und Promotion

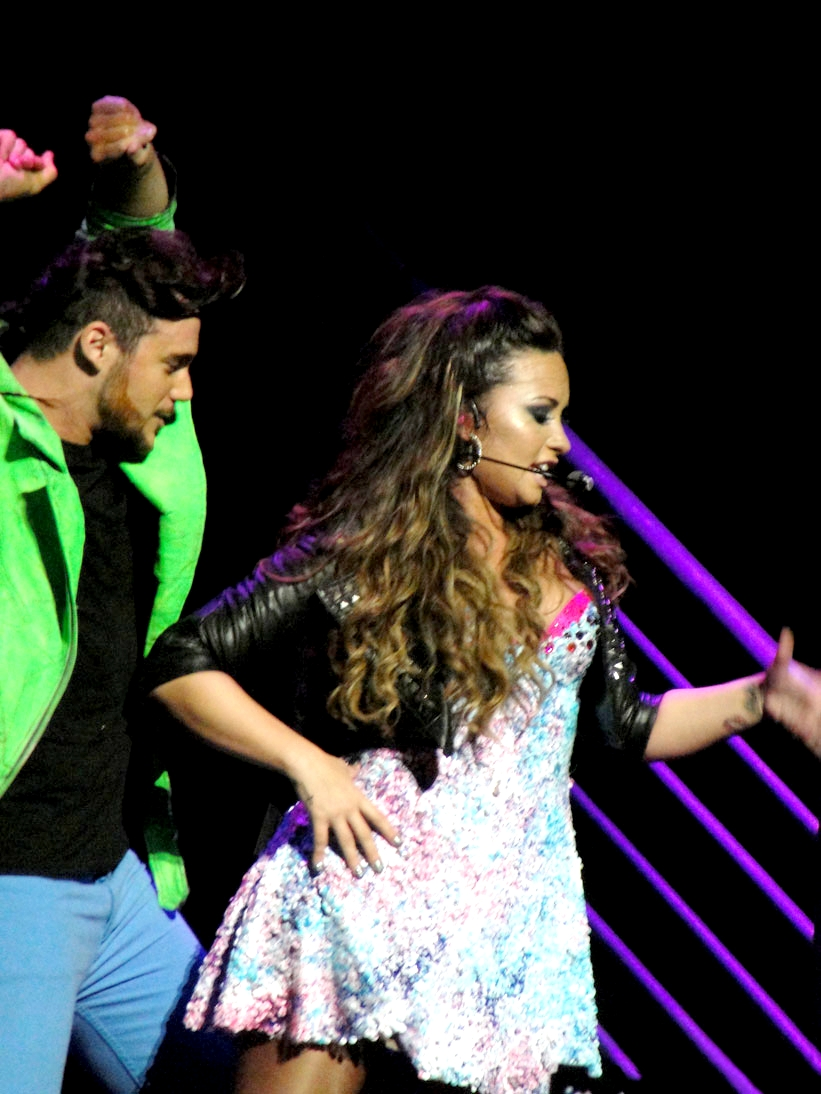
Lovato und einer ihrer Tänzer während ihres Konzertes im September

Das Album wurde am 20. September bei Hollywood Records veröffentlicht. Es erschien mit 15 Tracks, darunter ein Remix des Songs Skyscraper. Am 11. Oktober 2011 erschien in Lateinamerika eine sogenannte „International Edition“ des Albums, auf der zusätzlich noch „Rascacielo“, die spanische Version des Liedes „Skyscraper“, zu finden ist.
Besonders beworben wurde das Album via Twitter und Facebook. So postete Demi Lovato viele Fotos, berichtete über Studioaufnahmen und die Entstehung des Albums. Auch der Titel des Albums wurde am 11. August 2011 über Twitter verraten. In Live-Chats wurden Fragen von Fans beantwortet sowie das Erscheinungsdatum des dritten Albums verraten. Außerdem warb man mithilfe einiger Liveauftritte, so trat Lovato zum Beispiel bei den Do-Something-Awards, den ALMA Awards und bei American Idol auf. Außerdem wurden Ende August zwei Konzerte für den 17. September in New York und den 23. September in Los Angeles angekündigt. Beide Konzerte waren innerhalb von zehn Minuten ausverkauft. Wenige Tage vor Veröffentlichung des Albums postete Lovato auf Facebook zwei Titel des Albums („All Night Long“, „Who’s That Boy“) sowie ein Video namens „A Letter To My Fans“, in welchem Lovato über die Zeit in der Klinik spricht. Das Video begleitet den Auftritt bei den ALMA Awards sowie das Geschehen rundherum. Außerdem ist der Song „Fix a Heart“ aus dem Album zu hören.
Das Album wurde nach der Rückkehr aus der Klinik oft werbewirksam als „Comeback-Album“ tituliert und von den Medien bei vielen Liedern ein Zusammenhang zum Privatleben Lovatos gesucht. Lovato selbst verwendete diesen Formulierung für das Album ebenfalls, da es einen Neuanfang in dem Leben der singenden Person symbolisiere.
Lovato war in der Veröffentlichungswoche des Albums Gast in den Talkshows von Ellen DeGeneres und Jimmy Fallon, in denen das Album beworben wurde.
| Land                   | Veröffentlichung   | Plattenfirma          |
| ---------------------- | ------------------ | --------------------- |
| USA                    | 20. September 2011 | Hollywood Records     |
| Kanada                 | 20. September 2011 | Hollywood Records     |
| Australien             | 20. September 2011 | Hollywood Records     |
| Neuseeland             | 20. September 2011 | Hollywood Records     |
| Japan                  | 18. Januar 2012    | Avex                  |
| Deutschland            | 18. Februar 2012   | Universal Music Group |
| Spanien                | 21. Februar 2012   | Universal Music Group |
| Italien                | 21. Februar 2012   | Universal Music Group |
| Vereinigtes Königreich | 5. März 2012       | Hollywood Records     |

## Tourneen

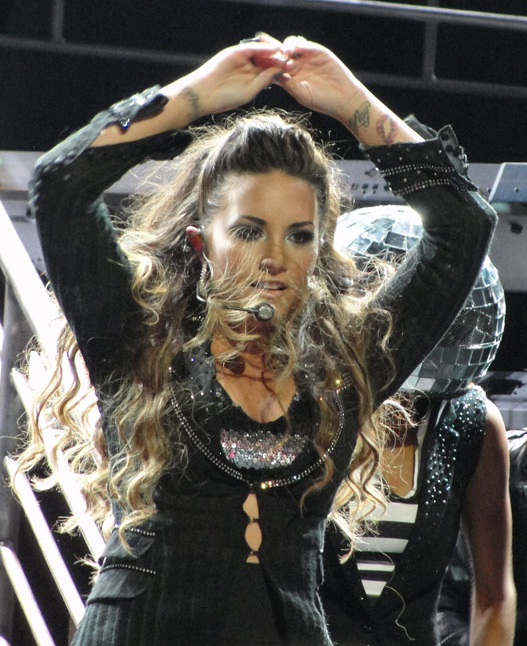
Lovato während einer Show der An Evening with Demi Lovato-Tour

### Hintergrund
Zur Promotion des Albums spielte Lovato neben der A-Special-Night-With-Demi-Lovato-Tour noch zwei als An Evening with Demi Lovato Tour betitelte Shows. Diese fanden in New York City und Los Angeles statt und waren innerhalb von zehn Minuten ausverkauft. Lovato selbst nannte die Shows, welche Ende August 2011 bekanntgegeben worden waren, auch Dankeschön-Konzerte, da Lovatos Fans während der persönlichen Probleme immer Unterstützung zeigten.

### Titelliste
Quelle:
| #   | Titel                                                |
| --- | ---------------------------------------------------- |
| 1.  | All Night Long                                       |
| 2.  | Got Dynamite                                         |
| 3.  | Hold Up                                              |
| 4.  | Medley: 1. Catch Me 2. Don’t Forget                  |
| 5.  | Who’s That Boy                                       |
| 6.  | You’re My Only Shorty                                |
| 7.  | My Love Is Like A Star                               |
| 8.  | Medley 1. Get Back 2. Here We Go Again 3. La La Land |
| 9.  | Fix A Heart                                          |
| 10. | Lightweight                                          |
| 11. | Skyscraper                                           |
| 12. | How to Love (Lil-Wayne-Cover)                        |
| 13. | Together                                             |
| 14. | Zugabe: 1. Unbroken 2. Remember December             |

## Lieder

### Singles
Skyscraper
Skyscraper war die erste Single aus dem Album. Sie wurde als sogenannte Comeback-Single beworben und unter anderem in Australien, Kanada, Neuseeland, der Slowakei und in den USA veröffentlicht. Das Lied wurde am 12. Juli veröffentlicht und offiziell in der Radioshow von Ryan Seacrest vorgestellt. Die Ballade erreichte in der Nacht der Veröffentlichung Platz 1 der amerikanischen iTunes-Charts sowie Platz 10 der offiziellen Billboard-Charts (176.000 Downloads/1. Woche). „Skyscraper“ wurde auch als spanische Version („Rascacielo“) veröffentlicht. Der Titel ist seit „This Is Me“ aus dem Soundtrack des ersten Camp-Rock-Filmes der bisher erfolgreichste in der Karriere Lovatos. Im Oktober 2011 erhielt die Single in den USA eine Goldene Schallplatte für 500.000 verkaufte Einheiten, im April 2012 erreichte sie dort den Status einer Platin-Schallplatte, was 1.000.000 abgesetzten Tonträgern entspricht.
Give Your Heart A Break
Am 22. Juli 2011 gab Lovato auf Twitter bekannt, dass das Lied Who’s That Boy, auf dem sie zusammen mit Dev zu hören ist, die zweite Singleauskopplung des Albums sein wird. Am 28. November 2011 verkündete Lovato dann jedoch, dass stattdessen ein anderes Lied veröffentlicht wird, Give Your Heart A Break. Der Titel wurde im Januar 2012 veröffentlicht und bei den People’s Choice Awards 2012 live gesungen. Im April stieg die Single auf Platz 70 der Billboard Hot 100 ein und erreichte später mit Rang 16 seine Höchstposition in den USA.

### Andere Chartplatzierungen
Viele Songs des Albums konnten sich in den iTunes-Charts platzieren, was dazu führte, dass die Lieder Fix a Heart und Unbroken auf Platz 68 und 98 der offiziellen Billboard-Charts einstiegen.

## Rezeption
Das Album erhielt insgesamt durchschnittliche Kritiken. Becky Brain vom Musikblock Idolator zum Beispiel bewertete das Album als gut und lobte vor allem die Stimme Lovatos. Die Art der Weiterentwicklung zwischen den Alben sei bemerkenswert. MTV nannte „Unbroken“ ein „perfekt ausgereiftes Album, bei dem besonders die Balladen des Albums Lovatos Entwicklung als Künstlerin, sowohl textlich als auch persönlich, zeigen“. Die amerikanische Boulevardzeitung Entertainment Weekly bewertete das Album auf einer Skala von A bis F mit B+ und schrieb dazu, dass es „natürlich ein hartes Jahr“ für Lovato sei. „Aber wie Rihanna ihr sagen könnte, entstehen aus schlechten Jahren manchmal großartige Songs“. Dabei zog die Zeitung einen Vergleich zu Rihannas Album „Rated R“, welches wenige Monate nach der gewalttätigen Auseinandersetzung mit ihrem Exfreund Chris Brown veröffentlicht und von der Presse sehr positiv aufgenommen worden war. Der Rolling Stone gab dem Album 2 von 5 Sternen, zusammen mit der Feststellung, dass das Album nicht erwachsen genug sei. Allmusic.com schrieb über das Album, dass es „zur Hälfte voll an Party-Songs ist, allerdings sowohl diese als auch die Balladen aufgrund verschiedener Geschehnisse in Lovatos Privatleben sehr unglaubwürdig sind“. Letztendlich gab die Website dem Album 2,5 von 5 Sternen.

## Kommerzieller Erfolg

### Chartplatzierungen
Das Album, welches seit dem 6. September 2011 vorbestellt werden konnte, erreichte schon vor dem offiziellen Verkaufsstart hohe Ränge in den amerikanischen iTunes-Charts, unter anderem Platz zwei in der Kategorie der Popalben. Als das Album in der Nacht auf den 20. September 2011 veröffentlicht wurde, erreichte es in Amerika genreübergreifend Platz eins der iTunes-Charts. In der Kategorie der Popalben platzierte sich das Album ebenfalls auf Platz eins. Am 28. September wurde bekannt, dass sich das Album mit 96.000 verkauften Einheiten auf Platz vier der Charts in Amerika platzieren wird. In der zweiten Woche fiel das Album bereits um zehn Plätze auf Platz 14.
Im Februar 2012 veröffentlichte man das Album auch in Deutschland, Österreich und der Schweiz. Daraufhin stieg es in den diesen drei Ländern in die Charts ein, was noch keinem anderen Studioalbum Lovatos gelungen war. In Deutschland erreichte es dabei Rang 61, in Österreich Position 50 und in der Schweiz sogar Platz 29. Nach der Veröffentlichung im März 2012 erreichte das Album auch eine Platzierung in den britischen Charts. Dies war ebenfalls noch keinen Album Lovatos zuvor gelungen. Hier stieg es auf Rang 45 ein.
| ChartsChartplatzierungen       | Höchstplatzierung | Wochen |
| ------------------------------ | ----------------- | ------ |
| Deutschland (GfK)              | 61 (1 Wo.)        | 1      |
| Österreich (Ö3)                | 50 (1 Wo.)        | 1      |
| Schweiz (IFPI)                 | 29 (2 Wo.)        | 2      |
| Vereinigte Staaten (Billboard) | 4 (42 Wo.)        | 42     |
| Vereinigtes Königreich (OCC)   | 45 (2 Wo.)        | 2      |

| ChartsJahrescharts (2011)      | Platzierung |
| ------------------------------ | ----------- |
| Vereinigte Staaten (Billboard) | 187         |

### Auszeichnungen für Musikverkäufe
| Land/Region               | Auszeichnungen für Musikverkäufe (Land/Region, Auszeichnung, Verkäufe) | Verkäufe  |
| ------------------------- | ---------------------------------------------------------------------- | --------- |
| Brasilien (PMB)           | Platin                                                                 | 40.000    |
| Neuseeland (RMNZ)         | Gold                                                                   | 7.500     |
| Vereinigte Staaten (RIAA) | Platin                                                                 | 1.000.000 |
| Insgesamt                 | 1× Gold · 2× Platin ·                                                  | 1.047.500 |

Hauptartikel: Demi Lovato/Auszeichnungen für Musikverkäufe

## Mitwirkende Personen
- Quelle:[43]

Management und Kreativbereich
- Hilary Walsh – Photograph
- David Snow – Creative Director
- Cindy Warden – A&R
- Enny Joo – Art Direction, Design
- Mike Daddy Evans – Executive Producer Koordinator
- Brian Byrd – Produktions-Abstimmung
- Jon Lind – A&R
- Joyce Bonelli – Make-up

Künstler
- Demi Lovato – Gesang
- Dev – Gastbeitrag (Titel 2: Who’s That Boy)
- Timbaland – Gastbeitrag (Titel 1: All Night Long)
- Missy Elliott – Gastbeitrag (Titel 1: All Night Long)
- Jason Derulo – Gastbeitrag (Titel 4: Together)
- Iyaz – Gastbeitrag (Titel 3: You’re My Only Shorty)
- Lindsey Ray – Hintergrund-Gesang
- Jaden Michaels – Hintergrund-Gesang
- Ariana Grande – Hintergrund-Gesang (Titel 3: You’re My Only Shorty)
- Jordin Sparks – Hintergrund-Gesang (Titel 11/15: Skyscraper)

Technik
- Devrim „DK“ Karaoglu – Additional Production
- Thomas Armato Sturges – Additional Production
- Jeremiah Olvera – Assistent
- Tucker Robinson – Assistent
- Alex Dilliplane – Technik-Assistent
- Elizabeth Gallardo – Technik-Assistent
- Emanuel Kiriakou – Bass, Komponist, Keyboard, Piano, Produzent, Programming
- Wizz Dumb – Komponist
- Antonina Armato – Komponist
- William Beckett – Komponist
- Ross Golan – Komponist
- Leah Haywood – Komponist
- Daniel James – Komponist
- Kerli Kõiv – Komponist
- James Morrison – Komponist
- Shelly Peiken – Komponist
- Missy Elliott – Komponist
- Lyrica Anderson – Komponist
- Priscilla Renea – Komponist
- Lindy Robbins – Komponist
- Frankie Storm – Komponist
- Shanna Crooks – Komponist
- Devin Tailes – Komponist
- Tim James – Komponist, Digital Editing, Mixing
- Bleu – Komponist, Engineer, Gitarre, Keyboard, Mixing, Produzent, Programming
- Josh Alexander – Komponist, Technik, Instrumentation, Mixing, Produzent, Programming
- Ryan Tedder – Komponist, Technik, Instrumentation, Producer
- Garland Mosley – Komponist, Executive Production Koordinator
- Toby Gad – Komponist, Instrumentation, Mixing, Produzent, Programming
- Noel Zancanella – Komponist, Instrumentation, Produzent
- Billy Steinberg – Komponist, Produzent
- Jim Beanz – Komponist, Produzent, Vocal Producer, Vocals
- Lindsey Ray – Komponistin
- Demi Lovato – Komponistin
- Nigel Lundemo – Digital Editing
- Jens Koerkemeier – Editing, Technik
- Bobby Campbell – Technik
- Smith Carlson – Technik
- Chris Garcia – Technik
- Koil – Technik
- Julian Vasquez – Technik
- Steve Hammons – Technik, Mixing
- John Hanes – Technik, Mixing
- Eren Cannata – Gitarre
- CM Spida Guitars
- Robert Vosgien – Mastering
- Ducky Carlisle – Mixing
- Serban Ghenea – Mixing
- Chris Godbey – Mixing
- Paul Palmer – Mixing
- Neil Pogue – Mixing
- Phil Seaford – Mixing Assistant
- Scott Roewe – Pro-Tools, Techniker
- Dreamlab – Produzent
- Jerome „Jroc“ Harmon – Produzent
- Rock Mafia – Produzent
- Timbaland – Produzent
- Adam Comstock – Second Engineer
- Steve Lu – String Arrangements